# توني كاي
توني كاي (بالإنجليزية: Tony Kay)‏ (13 مايو 1937 بشفيلد في المملكة المتحدة - ) هو لاعب كرة قدم بريطاني في مركز نصف الجناح. شارك مع منتخب إنجلترا لكرة القدم. أما مع النوادي، فقد لعب مع شيفيلد وينزداي ونادي إيفرتون.

## مسيرته الكروية
لعب توني كاي خلال مسيرته الاحترافية مع ناديين في أحد عشر موسمًا وسجل خلالها 14 هدفًا ضمن 229 مباراة. ولم يفز بأي موسم بالكأس وفاز في موسم واحد بالدوري.
خاض توني كاي مسيرته مع نادي شيفيلد وينزداي في موسم 1954–55 ليلعب معه تسعة مواسم، مشاركًا في 179 مباراة سجل خلالها 10 أهداف. ثم انتقل إلى نادي إيفرتون في موسم 1962–63 ولمدة موسمين، حيث شارك في 50 مباراة سجل خلالها 4 أهداف.

## وصلات خارجية
- توني كاي على موقع قاعدة بيانات كرة القدم.إي يو (الإنجليزية)
- توني كاي على موقع ناشيونال فوتبول تيمز (الإنجليزية)